# Parasmittina rouvillei
Parasmittina rouvillei är en mossdjursart som först beskrevs av Calvet 1902.  Parasmittina rouvillei ingår i släktet Parasmittina och familjen Smittinidae. Inga underarter finns listade i Catalogue of Life.